# Alfred Pupunu
Alfred Sione Pupunu (* 16. Oktober 1969 in Tonga) ist ein ehemaliger American-Football-Spieler. Er spielte Tight End unter anderem bei den San Diego Chargers in der National Football League (NFL) und arbeitet zurzeit als Trainer.

## College
Pupunu stammte aus Tonga, wuchs aber in Salt Lake City auf und besuchte dort die High School, bevor er 1988 zum Studium an das Dixie State College of Utah in St. George wechselte. 1990 schloss er sich der Weber State University in Ogden an, deren Mannschaft Wildcats spielt jedoch nicht in der höchsten Collegeliga, was Pupunus Profikarriere nicht förderlich war, obwohl seine Leistungen als Passempfänger mit 93 gefangenen Bällen und einem Raumgewinn von 1204 Yards außergewöhnlich waren. Dies stellt noch heute (2015) einen Universitätsrekord dar.

## NFL
Pupunu wurde nicht im NFL Draft verpflichtet. Nach einem Probetraining bei den San Diego Chargers unterschrieb er dort 1992 einen Vertrag. In der Mannschaft der Chargers konnte er sich dann auch einen Stammplatz sichern. 1997 wechselte er zu den Kansas City Chiefs. Danach wechselte er 1998 zu den New York Giants um nach einem Jahr 1999 zu den Chargers zurückzukehren. Bei den Detroit Lions beendete er 2000 seine Karriere.
1995 gewannen die Chargers mit Pupunu das AFC Championship Game und zogen daraufhin in den Super Bowl XXIX ein. In Miami spielten sie mit ihrem Quarterback Stan Humphries gegen die San Francisco 49ers mit Quarterback Steve Young. Das Spiel endete mit 49:26 für die Mannschaft aus San Francisco. Pupunu konnte in beiden Spielen einen Touchdown erzielen.
In 103 Spielen in der NFL fing Pupunu 102 Pässe und erzielte drei Touchdowns in der Regular Season.
Pupunu war für sein Gesten, welche er an den Tag legte, wenn er einen Touchdown erzielte in den Vereinigten Staaten berühmt. Er führte einen Kava Dance auf und hielt dabei den Football, der eine entfernte Ähnlichkeit mit einer Kokosnuss hat, wie eine Getränkedose, öffnete diesen fiktiv und setzte den Ball zum vermeintlichen Trinken an (Charger Coconut).

## Ehrungen
Pupunu ist Angehöriger der Hall of Fame an der Weber State University.

## Nach der Karriere
Pupunu ist verheiratet und hat vier Kinder. Er beendete ein Studium der Kriminologie und arbeitete als Trainer an einer High School, bevor er als Trainer der Tight Ends an die Southern Utah University wechselte.

## Quelle
- Jens Plassmann: NFL – American Football. Das Spiel, die Stars, die Stories (= Rororo 9445 rororo Sport). Rowohlt, Reinbek bei Hamburg 1995, ISBN 3-499-19445-7.